# Кабардинцы
Кабарди́нцы (кабард.-черк. адыгэ) — адыгский (черкесский) субэтнос и один из коренных народов Кавказа, также проживающий в Турции, Иордании, Сирии и т. д. В России, в основном, проживает в Кабардино-Балкарии, в Краснодарском и Ставропольском краях, а также в Карачаево-Черкесии, Адыгее и Северной Осетии.
В Кабардино-Балкарии, по данным Всероссийской переписи населения 2021 года, кабардинцы составляли 60 % населения республики. Говорят на кабардино-черкесском языке абхазо-адыгской языковой семьи.

## Этнонимы
Несмотря на наличие общего самоназвания адыгэ, за свою многовековую историю адыги (в том числе и кабардинцы) получили много различных этнонимов (наименований), некоторые из которых устарели и не применяются, а другие используются до сих пор.
Впервые русским источникам адыги, в частности, будущие кабардинцы, стали известны под именем касогов (косогов) начиная с XI века, когда языческий касожский князь Редедя сошёлся в поединке с русским князем Мстиславом в единоборстве, без оружия. Мстислав почувствовав, что теряет силы, взмолился Богородице и поверг противника на землю, затем вытащил из-за голенища сапога нож, зарезав Редедю. Впоследствии Мстислав крестил касогов и отдал свою дочь за сына Редеди, от которых пошла фамилия Ушаковых. В это время византийцы живших в горах адыгов-христиан по-прежнему именовали зихами, а часть адыгов живших выше в высокогорьях, именовалась ими папагами.
В XIII веке адыги оказали ожесточенное сопротивление монголо-татарскому нашествию. С этого же времени за всеми адыгами закрепился экзоэтноним «черкесы».

## История

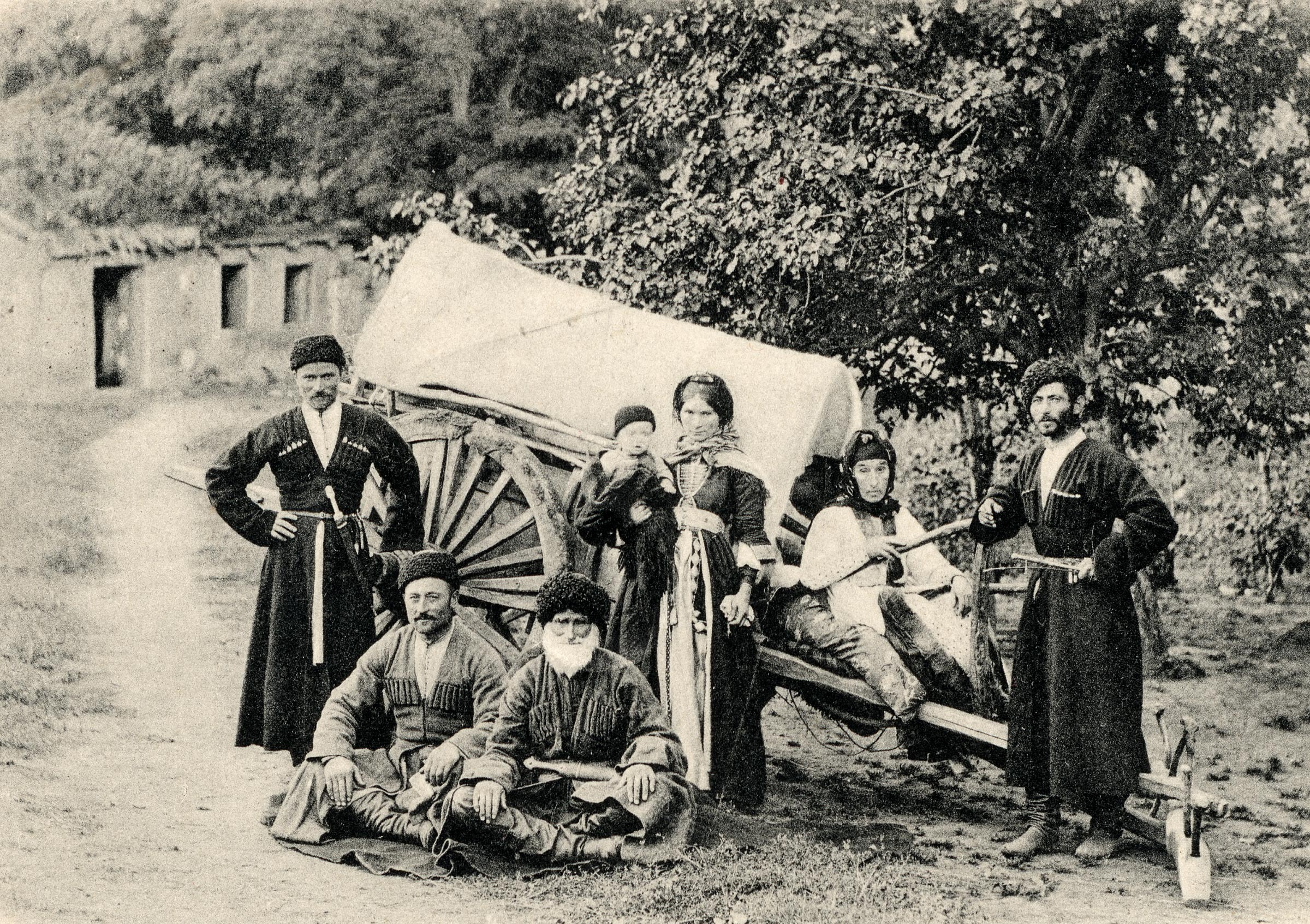
Кабардинская семья, 1900 год

Вплоть до конца XIV века, все адыги (включая кабардинцев, черкесов КЧР и адыгейцев) имеют общую историю.

### Древнейшие предки адыгов
Современные исследователи выявили, что адыги являются потомками носителей майкопской культуры, существовавшей в IV тыс. до н. э. Предки адыгов оставили в истории след в качестве наследников майкопской культуры — северокавказской, прикубанской и кобанской.
Также многие ученые (Дунаевская И. М., Дьяконов И. М. и др.) указывают на сходство современных адыго-абхазских языков с языком древних хаттов и касков проживавших в древние времена на территории Центральной и Восточной Анатолии.
В 1 тыс. до н. э. на восточном побережье Черного моря расселились меотские племена, которые являются прямыми предками современных адыгов. Следует отметить, что одно из меотских племен — синды — в V в. до н. э. основало первое государство на территории современной России — Синдику со столицей Синдская гавань, или Горгиппия (современная Анапа). Синдика являлась рабовладельческим государством, имела торговые связи с древнегреческими колониями на Чёрном море. Позже Синдика вошла в Боспорское царство. Затем имело место возвышение другого протоадыгского племени — зихов, которые сумели объединить многие племена северо-западного Кавказа в военный союз под своей эгидой, что помогло им успешно бороться с готами-тетракситами.

### Появление кабардинцев на месте их современного расселения
Археологическая экспедиция КБНИИ проводила раскопки курганов южнее с. Кишпек (в зоне Чегемской оросительной системы). Было исследовано 6 курганов относящихся к майкопской культуре, из которых пять датируются эпохой бронзы. Часть находок из курганов датированы началом II тыс. до н. э., часть — конец IV тыс. до н. э., а большая часть датируются Новосвободненским этапом майкопской культуры, то есть последними веками III тыс. до н. э. Среди находок высококачественные глиняные сосуды хорошего обжига и лощения, бронзовые ножи, шила и др.
Относительно местожительства кабардинцев имеется множество древних исторических свидетельств. Например, в 957 году Константин Багрянородный, византийский император сообщал :

«За Таматархой (Тамани), в 18 или 20 милях, есть река по названию Укрух, разделяющая Зихию и Таматарху, а от Укруха до реки Никопсис (р. Нечепсухо, близ Джубги), на которой находится крепость, одноимённая реке, простирается страна Зихия. Её протяженность 300 миль. Выше Зихии лежит страна, именуемая Папагия, выше страны Папагии — страна по названию Касахия (страна Касогов — современных кабардинцев), выше Касахии находятся Кавказские горы (Кавказский хребет), а выше этих гор — страна Алания.»
Более определённые письменные сведения о месте расселения кабардинцев сохранились с конца XVI века. В этот период современными исследователями локализуются следующие территории проживания этой этнической общности:
1. На равнинных местах и предгорьях до входов в горные ущелья по левым притокам Терека — Ардану (Ардон), Агеру, Урюху (Урух) и Кизылу (Аргудан). Эта область, в «Книге Большому Чертежу» (описание карты Русского и соседних государств периода конца XVI — начала XVII веков) собственно и называлась Кабардой[21].
2. Севернее Кабарды, ниже по Тереку, по его левым притокам — Белой (участок Малки от Прохладного до устья), Черему (Черек), Баксану Меньшому (Чегем), Баксану Середнему (Баксан) и Палку (Малка до Прохладного?), «Книга Большому Чертежу» называет «землёй Пятигорских черкасов»[22]. Однако, согласно ряду других источников, эта территория приблизительно совпадает с образовавшейся здесь, примерно в то же время, областью, так называемой, Большой Кабарды. Это подтверждает мнение большинства кавказоведов, что под экзоэтнонимом «пятигорские черкасы» понимались либо кабардинцы, проживающие в Пятигорье, либо некая отдельная этногруппа восточных адыгов, впоследствии участвовавшая в этногенезе кабардинцев[~ 1].
3. На правом берегу Терека — приблизительно от устья Курпа до устья Сунжи. Здесь образовалась область, так называемой, Малой Кабарды.

### Кабардинцы и Кобанская культура
Определённая часть учёных считает, что создатели и носители Кобанской археологической культуры (начало которой датируется XIII веком до н. э.) могли принадлежать к двум разным этнолингвистическим группам, а именно:
-  в ареале Пятигорского «локального варианта» вероятнее всего проживали в основном племена, родственные протоадыгской этнической группе;
-  в районе Горного «локального варианта» — протовайнахи.

В становлении Кобанской культуры (датируемой XII веком до н. э.) на раннем его этапе не могли участвовать скифы, появление которых учёные датируют VIII веком до н. э., а также не могли участвовать сарматы, появление которых учёные датируют IV веком до н. э.

### История сближения кабардинцев с Россией

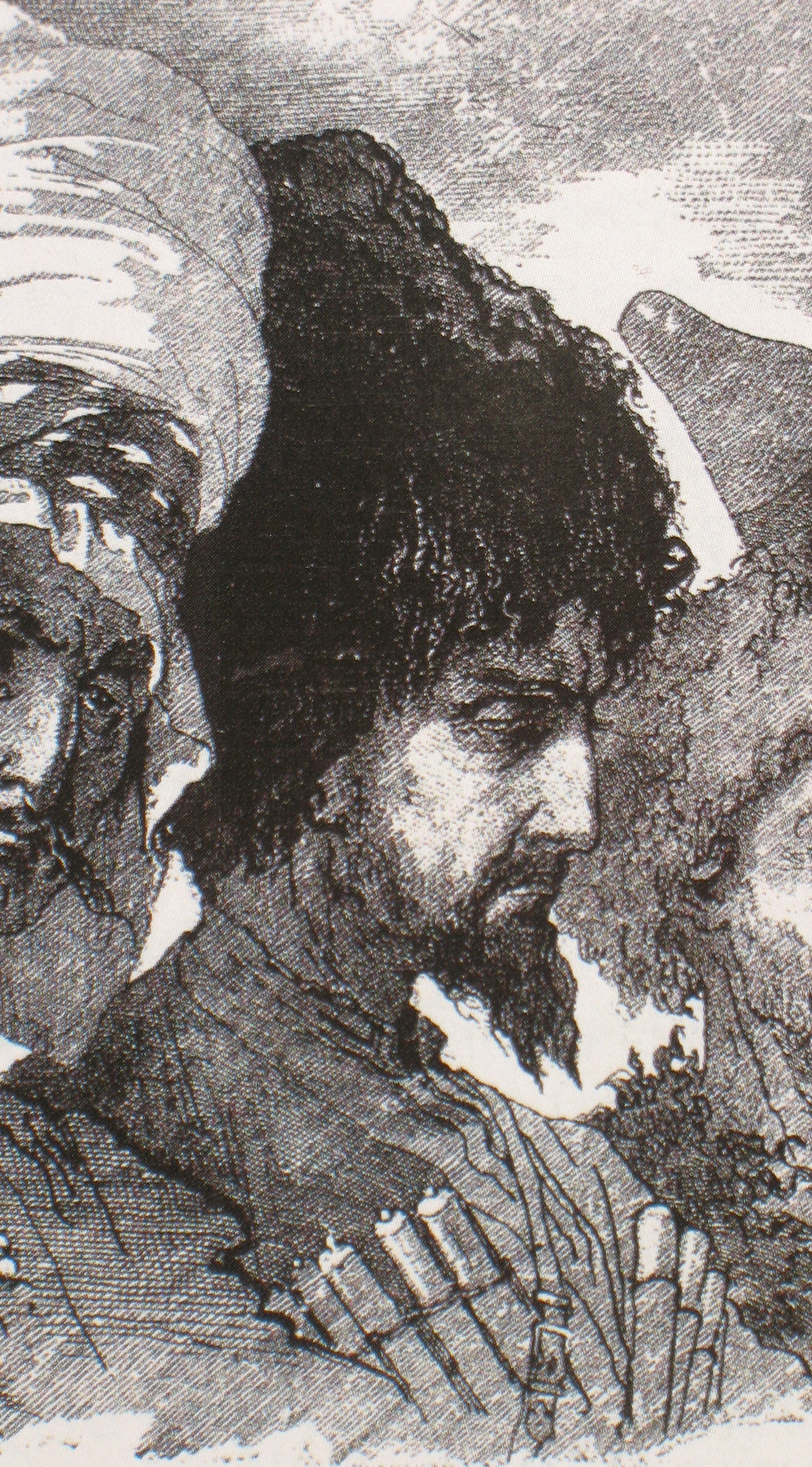
М. Микешин. Кабардинец. 1876

Кабардинцы, как и русские, страдали от опустошительных набегов крымских феодалов, поэтому они стали искать пути сближения с набиравшим силу Московским княжеством, вынужденным после похода крымцев на Москву (1521 года) платить дань крымским татарам. В процессе сближения Кабарды и Московского княжества большую роль сыграл валий Кабарды Темрюк Идаров, который возглавил коалицию прорусски ориентированных князей. В ноябре 1552 года в Москву прибыло первое посольство представителей некоторых адыгских племён, что было как нельзя более кстати для Ивана Грозного, планы которого шли в направлении продвижения русских по Волге к её устью, к Каспийскому морю. Союз был выгоден Москве в её борьбе с Крымским ханством. Уже в 1552 году кабардинцы вместе с русскими войсками участвовали во взятии Казани. В 1556 году адыги осуществили ряд смелых военных операций, в результате которых были захвачены османско-татарские военные базы Темрюк и Тамань. Эта акция адыгов во многом способствовала разгрому русскими Астраханского ханства в том же году. В 1561 году Иван Грозный заключил династический брак — женился на дочери кабардинского князя Темрюка Идарова — Гошаней Темрюковне, которая после крещения взяла имя «Мария». Темрюк, опираясь теперь на своего могущественного зятя, усилил власть не только по отношению к кабардинскому народу, но и к соседним горским народам: ингушам, осетинам и другим. В конце концов сам крымский хан Девлет-Гирей в 1570 году напал на Темрюка. В сражении на левом притоке Кубани — Ахуже князь был смертельно ранен, а два его сына попали в плен.
В период феодальной раздробленности XVI—XVIII веков, Кабарда разделилась на ряд феодальных уделов. В 1570-х годах, несмотря на неудачную астраханскую экспедицию, крымцы и османы сумели восстановить своё влияние в Большой Кабарде. Русские были официально вытеснены оттуда более чем на 100 лет, но продолжали влиять на Малую Кабарду и кабардинских князей на русской службе.
В Смутное время князь Д. М. Черкасский привёл большой отряд казаков и адыгов на помощь Кузьме Минину в Ярославль. Будучи близким родственником Ивана Грозного (племянник его второй жены Марии Темрюковны) и первым по местничеству в Совете всей земли Второго ополчения, считался одним из претендентов на престол провозглашённой великой российской державы. Только на Земском соборе 1613 года, из-за его соперничества с руководителем и первым в Совете всей земли Первого ополчения Трубецким, царём был избран нейтральный кандидат — Михаил Романов. В это же время другой кабардинский князь Сунчалей Янглычевич организовал сопротивление окопавшемуся в Астрахани атаману Заруцкому, за что впоследствии получил благодарность от царя Михаила Фёдоровича.
В 1670 году молодой князь Андрей Камбулатович Черкасский играл роль царевича Алексея Алексеевича в войске Степана Разина. Но уважение к роду кабардинских князей было настолько велико, что донской атаман Корнила Яковлев не посмел его арестовать. Он был отправлен в Москву не как пленник, а как руководитель делегации, доставившей Степана Разина, был там обласкан царём и отпущен. В это же время, когда царский двор негодовал, что Богдан Хмельницкий именовал себя Михайловичем, с отрядами кабардинцев, казаков и калмыков, неоднократно побеждал неизменно именовавшийся только по отчеству воевода и дипломат К. М. Черкасский, который в 1681 году добился вечного мира с Османской империей, после чего и Польша признала присоединение к России Киева и Левобережной Украины.
О дальнейшей истории читаем Энциклопедический словарь Брокгауза и Ефрона, издававшийся в конце XIX века:

- 1722 год — Во время персидского похода Петра I, кабардинцы, несмотря на угрозы крымского хана, стояли на стороне России; последняя усердно заботилась о сохранении дружественных отношений с кабардинцами, которые держали в зависимости все соседние горские племена — ингушей, осетин, абазинцев — и владели всеми дорогами, ведущими с плоскости к наиболее удобному перевалу через Главный Кавказский хребет.
- 1739 год — По Белградскому миру Россия отказалась от своих исторически сложившихся отношений к Кабарде, которая объявлена была свободной (вольной, независимой) и должна была служить буфером между Россией и Турцией.

Таким образом, начиная с 1739 года, кабардинцы юридически не были под властью России, Турции или кого-либо ещё; Кабарда была объявлена вольной — независимой (нейтральной), что, конечно, не препятствовало кабардинским аристократам наниматься на службу русскому царю.

### Кавказская война
Покорение Кавказа Российское самодержавие решило начать с Восточной области Черкесии — Кабарды, занимавшей в то время обширные территории. Через Кабарду проходили важнейшие дороги в Закавказье.
В 1763 году Российская империя начала строительство крепости Моздок в Кабарде; кабардинское посольство, принятое императрицей Екатериной II в 1764 году, требовало прекратить строительство крепости, но получило отказ. Это привело к войне России с Черкесией, длившейся в общей сложности около 101 года (1763—1864), в результате которой она вошла в состав Российской империи, территории её разрознены, а большая часть коренного населения выселена или покинула родину после окончания войны.
При этом в 1769 году старший князь-валий Кабарды Джанхот Татарханов принёс присягу верности Российской империи, отказавшись от независимости но многие кабардинские князья и дворяне не признали эту присягу, и до начала XIX века, кабардинские повстанцы фактически в одиночку сражалась с русскими войсками, численность которых на Кавказе с каждым годом увеличивалась. В конце XVIII века война перекинулась и в Западную Черкесию, а в 1817 году военные действия начались и на Восточном Кавказе. К этому моменту Кабарда уже была сильно ослаблена войной. В дополнение ко всему в начале 1820-х годов в Кабарде разразилась эпидемия чумы, которая скосила большую часть населения. В Малой Кабарде, где болезнь сильнее всего свирепствовала, практически все население погибло, а территория её фактически стала пустынной. После того как значительная часть кабардинцев погибла в военных действиях, а большинство оставшегося населения погибло от эпидемии чумы, Кабарда уже не могла продолжать военные действия против колонизаторов и в 1825 году пала и была окончательно включена в состав Российской империи.
В то же время кабардинцы продолжали отчаянное военное сопротивление русским войскам даже после завоевания Кабарды. Многие из них ушли в Западную Черкесию к другим адыгам, где они организовали в Закубанье «Хажретову Кабарду» («Беглую Кабарду») и продолжали сопротивление до 1864 года, а некоторые ушли в Чечню и Дагестан, чтобы там продолжить войну.
Кабарда же, после включения в состав Российской империи, вошла в Нальчикский округ Терской области, а в титуле российских императоров появилась строка «государь Кабардинской земли».

### Советский период
В советский период кабардинцы получили территориальную автономию. В 1921—1922 годах существовала Кабардинская автономная область. В 1922 году была образована Кабардино-Балкарская автономная область, преобразованная в 1936 году в Кабардино-Балкарскую АССР. В апреле 1944 года в связи с депортацией балкарцев из большей части территории Кабардино-Балкарской АССР была создана Кабардинская АССР. Она просуществовала до 1957 года. Таким образом кабардинцы впервые получили национальную территориальную автономию в составе СССР.
Сталинские депортации коснулись также кабардинцев. В мае 1944 года была проведена депортация кабардинцев. В отличие от балкарцев, выселены в Казахскую ССР были не все представители кабардинского народа, а только около двух тысяч человек, обвинённых в числе «активных немецких пособников, предателей, изменников», а также членов их семей, добровольно ушедших с депортированным.

## Численность и расселение
Численность кабардинцев в России по результатам переписи населения в 2010 году составляет 517 тыс. чел. Ныне в России они компактно проживают в Кабардино-Балкарии, а также в Моздокском районе Северной Осетии и в южных приграничных районах Ставропольского края.

### Данные переписи населения Российской Федерации 2010 года
| Субъект Федерации   | Численность кабардинцев чел. |
| ------------------- | ---------------------------- |
| Кабардино-Балкария  | 490 453                      |
| Ставропольский край | 7993                         |
| Москва              | 3698                         |
| Северная Осетия     | 2802                         |
| Московская область  | 1306                         |
| Санкт-Петербург     | 1181                         |
| Краснодарский край  | 1130                         |

### Доля кабардинцев по районам и городам Кабардино-Балкарии (по переписи 2010 года)
(указаны муниципальные образования, где доля кабардинцев в численности населения превышает 5 %):
| муниципальный район, городской округ | Субъект РФ           | % кабардинцев |
| Баксанский МР                        | Кабардино-Балкарская | 95,7          |
| ГО Баксан                            | Кабардино-Балкарская | 93,3          |
| Зольский МР                          | Кабардино-Балкарская | 90,9          |
| Лескенский МР                        | Кабардино-Балкарская | 90,2          |
| Терский МР                           | Кабардино-Балкарская | 87,9          |
| Урванский МР                         | Кабардино-Балкарская | 79,1          |
| Чегемский МР                         | Кабардино-Балкарская | 73,7          |
| ГО Нальчик                           | Кабардино-Балкарская | 48            |
| Черекский МР                         | Кабардино-Балкарская | 34,5          |
| Прохладненский МР                    | Кабардино-Балкарская | 28            |
| Эльбрусский МР                       | Кабардино-Балкарская | 9,6           |
| Майский МР                           | Кабардино-Балкарская | 5,2           |

### Кабардинская диаспора
Основная часть современных адыгов (включая кабардинцев) проживают за рубежом. Таким оказался результат окончания Русско-Кавказской войны, после которой большая часть адыгов за неподчинение русскому царю была изгнана с исконных мест своего проживания, некоторая часть добровольно покинула Кавказ, предпочтя жить в мусульманской стране, чем в подчинении иноверцам. На Кавказе осталась лишь малая часть от населявших его когда-то адыгов (черкесов). Ныне за рубежом они известны как черкесы.
На сегодняшний день самой крупной страной проживания адыгов является Турция, где представлена самая большая адыгская диаспора в мире. Но и там многолетняя целенаправленная политика государства по отуречиванию нетурецких народов привела к ассимиляции и последующей туркизации некоторой части адыгов. Ныне в Турции адыги являются третьим по величине народом страны после самих турок и курдов (по некоторым данным численность адыгов сопоставима с проживающими в стране арабами).
Также кабардинцы в составе адыгской диаспоры проживают в странах Ближнего Востока (в частности в Иордании, Сирии, Саудовской Аравии, Ливане) и Северной Африки, а также в Европе (в основном в Германии) и Северной Америке.

## Сословная организация до 1917 года
Чхеидзе Константин Александрович так характеризовал структуру общества: Кабардинцы в социальном отношении делятся на: 1 — князья, их не много: Атажукины, Дидановы, Эльбуздуковы, Мисостовы, Карамурзины (вымирают), Наурузовы, Докшукины (вымирают); 2 — высшее дворянство, три фамилии: Куденетовы, Анзоровы и Тамбиевы; 3 — обыкновенное дворянство — кабардей-ворки, их вместе с двумя первыми разрядами до 25 % населения; 4 — вольный народ и бывшие вольноотпущенники..

## Язык и письменность
Кабардинцы говорят на кабардино-черкесском языке (адыгэбзэ), относящемся к адыгской ветви абхазо-адыгской семьи. Некоторые лингвисты склонны считать современные кабардино-черкесский и адыгейский языки диалектами единого общеадыгского языка. Сами же кабардинцы, черкесы и адыгейцы называют свой язык адыгэбзэ, что означает «адыгский язык», и считают его единым языком.
14 марта 1855 года Умар Берсей, адыгский просветитель, лингвист, учёный, писатель, поэт-баснописец, составил и издал первый «Букварь черкесского языка» (на основе арабицы). Этот день все адыги отмечают как «День рождения современной адыгской письменности».
С 1924 по 1936 года для письма использовались латинские буквы. С 1936 года используется кириллица.
Подавляющее большинство кабардинцев России (96,8 %) владеет также русским языком, который выполняет роль межнационального языка общения с народами бывшего СССР. В других странах проживания в качестве второго языка адыгами используется государственный язык той или ной страны.

## Религия
Большинство кабардинцев как в России, так и за рубежом, исповедуют ислам суннитского толка.
Процесс проникновения ислама в адыгскую среду наиболее интенсивно начался с падения Византийской империи в 1453 году, когда на её территории образовалась могущественная Османская империя, а в Крыму обосновался её сильнейший союзник и вассал Крымское ханство. Адыги, будучи в тесных контактах с ними, начали постепенно заимствовать у них религию. Окончательно ислам укоренился и утвердился в адыгской среде в начале XVIII века.
В советское время, когда в стране религии были под запретом, кабардинцы, как и все народы Советского Союза, считались атеистами. Хотя в быту кабардинцы, как и другие мусульманские народы Кавказа, скрыто продолжали исполнять некоторые каноны ислама, такие как пост Священного месяца Рамадан и т. д. С падением СССР началось возрождение основ религии.
Ныне кабардинцы в России и за рубежом являются суннитами и придерживаются принципов правовой школы ханафитского мазхаба. В Саудовской Аравии, где проживают более 20 тыс. адыгов (черкесов), на государственном уровне все мусульманские народы придерживаются принципов правовой школы ханбалитского мазхаба.
Также часть моздокских кабардинцев проживающих в Моздокском районе Северной Осетии и Курского района Ставропольского края, исторически считаются православными.

## Кабардино-черкесская литература

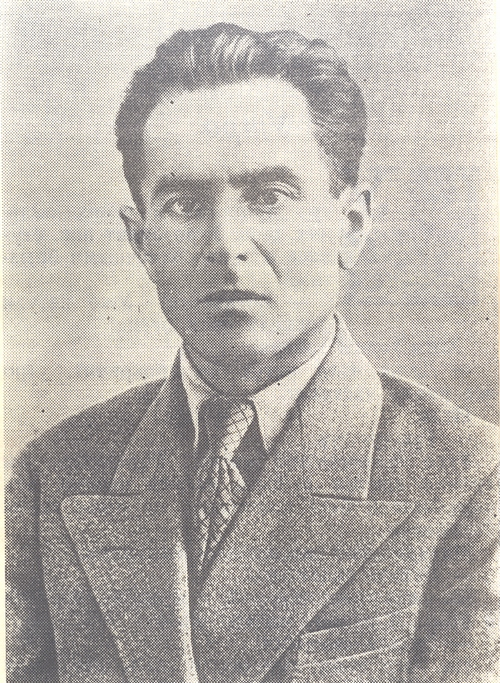
Али Шогенцуков — основоположник кабардинской поэзии

Письменная литература на кабардино-черкесском языке ещё молода. Но при этом существовал богатый устный фольклор. Современная кабардинская литература берет своё начало с просветительской деятельности Ш. Б. Ногмова, который в первой половине XIX века, не только составил грамматику кабардинского языка, но так же собирал кабардинский фольклор и переводил на родной язык русских, арабских и турецких поэтов.
Формирование современной литературы, основоположником которой стал Али Шогенцуков, началось уже после создания кабардино-черкесской письменности в 1923-24 годах.
До XX века письменная кабардинская литература была представлена на основе арабского алфавита. Однако нормативный литературный язык был разработан лишь в 1923 году.

## Кабардинская национальная одежда

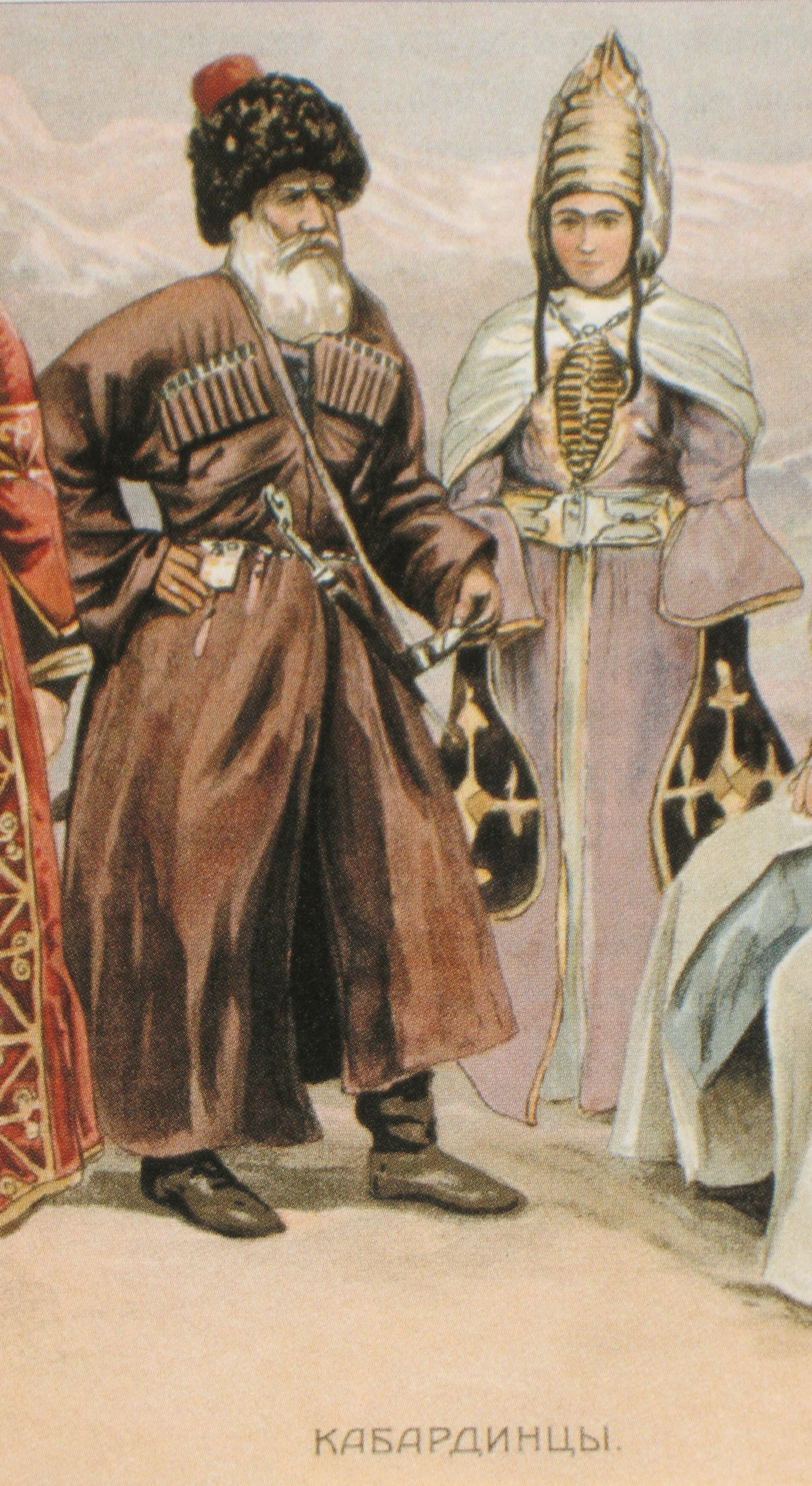
Кабардинцы в конце XIX века. Хромолитография

Национальная женская одежда включала т. н. «черкесский женский костюм», а в обычные дни платье, шаровары, туникообразную рубаху, сверху длинное до пят распашное платье, серебряные и золотые пояса и нагрудники, расшитую золотом шапочку, сафьяновые чувяки.
Национальный мужской костюм включал, как правило, черкеску с наборным серебряным поясом и кинжалом, папаху, сафьяновые чувяки с ноговицами; верхняя одежда — бурка, овчинная шуба.
Обязательным элементом одежды благородных (аристократических) кабардинцев было холодное оружие.
Бешмет подпоясывался так называемым сабельным опоясьем, то есть кожаным поясом, украшенным медными и серебряными бляшками, к которому прикреплялись кинжал и шашка (кабард.-черк. сэшхуэ).
Кабардинцы (в зависимости от состоятельности) носили кинжалы типа — Кама (кинжал), либо типа — Бебут, которые ко всему прочему имели функции оберега, использовались для исполнения разных обычаев и ритуалов. Самым популярным длинноклинковым оружием кабардинцев являлась шашка (адыгское оружие, с выходом из употребления металлических доспехов заимствованное всеми соседними народами и ставшее самым популярным на Кавказе длинноклинковым холодным оружием), хотя некоторые предпочитали пользоваться саблей. Из сабель ценились Сабля мамлюкского типа, либо Килич (турецкая сабля), либо Гаддарэ (иранская сабля).
Элементом одежды всадника считался даже лук (оружие) с колчаном для стрел.
Кабардинцы при себе имели небольшой нож, который мог использоваться в бытовых целях, но который не был виден и потому не был элементом одежды.

## Кабардинская национальная кухня
Традиционная пища кабардинцев — варёная и жареная баранина, говядина, индюшатина, курятина, бульоны из них, кислое молоко, творог. Распространена сушёная и копчёная баранина, из которой делается шашлык. К мясным блюдам подаётся паста (круто сваренная пшённая каша). Традиционный праздничный напиток с умеренным содержанием алкоголя — махсыма, изготовляется из пшённой муки с солодом.